# Liparis araneola
Liparis araneola är en orkidéart som beskrevs av Henry Nicholas Ridley. Liparis araneola ingår i släktet gulyxnen, och familjen orkidéer. Inga underarter finns listade i Catalogue of Life.